# Egy ház Londonban
Az Egy ház Londonban (eredeti cím: 84 Charing Cross Road)  1987-ben bemutatott brit–amerikai film David Jones rendezésében. A főszerepeket Anne Bancroft, Anthony Hopkins, Judi Dench és Mercedes Ruehl alakítja. A film producere Mel Brooks. A forgatókönyvet Hugh Whitemore készítette Helene Hanff azonos címmel 1970-ben megjelent memoárja alapján. Ebben Hanff Frank Doel antikváriussal folytatott levelezését tette közzé. A szereplőgárda kibővült az írónő manhattani barátaival, a könyvesbolt munkatársaival és Doel feleségével, Norával.

## Cselekmény
New York, 1949. A szűkös anyagiak között élő, irodalomkedvelő Helene a lakásához közeli könyvesboltokban hasztalan keres az érdeklődésének megfelelő, elfogadható árú műveket. Angol irodalmat és klasszikus műveket szeretne, de ilyesmik csak drága ritkaságként, bibliofil kiadásban kaphatók. Az egyik újságban felfedezi a londoni Marks & Co. könyvkereskedő cég hirdetését, miszerint postai úton a tengeren túlra is teljesítenek megrendeléseket. Helene ír nekik, és meglepetésére hamar megkapja a könyveket, nagyon kedvező áron. Ezután rendszeres ügyfelük lesz. Közvetlen hangvételű, humoros leveleire az üzlet részéről Frank Doel, az antikvárium vezetője udvariasan, kezdetben hivatalos stílusban válaszol. Húsz éven át folytatják bibliofil levelezésüket. A két ember személyisége bár különböző, irodalmi ízlésük nagyban megegyezik. A levelekben az irodalmi témák (mint pl. John Donne költészete, Samuel Pepys naplója, Leigh Hunt esszéi, a Canterbury mesék) idővel kiegészülnek általánosabb, a hétköznapi és a magánéletet is érintő kérdésekkel pl. futball- és baseball-csapatok, a királynő megkoronázása. Angliában ekkor élelmiszer-jegyrendszer van érvényben, s Helene karácsonykor az üzlet alkalmazottainak egy ajándékcsomagot küld a Londonban beszerezhetetlen termékekkel. A többi alkalmazott is levelet ír köszönetképpen, s megismerjük kicsit az ő életüket is. Helene egyedülálló, de kiterjedt baráti társasága van, az írói munkásságában idővel egyre sikeresebb lesz. A visszafogott Frank is közvetlenebbé válik a leveleiben, megismerjük a családját is; felesége és két lánya van. Helene többször is készül Londonba utazni, de mindig közbejön valami. Majd 1969-ben értesítik, hogy Frank rövid betegség után meghalt. A részvétlevelére válaszolva Nora, Frank özvegye bevallja, néha féltékeny volt meghitt levélbarátságukra. Mikor Helene végül 1971-ben eljut Londonba, a Charing Cross Road 84. szám alatti üres üzlethelyiségben már nem működik az antikvárium, az üzletet bezárták. Mosolyogva szól a hiányzó Doelhoz: „Itt vagyok, Frankie, végre sikerült.”

## Szereplők
| Szereplő               | Színész          | Magyar hangok   | Magyar hangok  |
| Szereplő               | Színész          | 1. szinkron     | 2. szinkron    |
| ---------------------- | ---------------- | --------------- | -------------- |
| Helene Hanff           | Anne Bancroft    | Tímár Éva       | Moór Marianna  |
| Frank Doel             | Anthony Hopkins  | Végvári Tamás   | Kertész Péter  |
| Nora Doel              | Judi Dench       | Győry Franciska |                |
| Kay                    | Mercedes Ruehl   | Radó Denise     |                |
| Maxine Stuart          | Jean De Baer     | Dallos Szilvia  | Kocsis Judit   |
| George Martin          | Maurice Denham   | Rátonyi Róbert  | Izsóf Vilmos   |
| Cecily Farr            | Eleanor David    | Murányi Tünde   |                |
| Brian                  | Daniel Gerroll   | László Zsolt    |                |
| Bill Humphries         | Ian McNiece      | Bezerédi Zoltán | Besenczi Árpád |
| Ginny                  | J. Smith-Cameron | Kocsis Judit    |                |
| Hölgy Delaware-ből     | Connie Booth     |                 |                |
| Utastárs a repülőgépen | Ronn Carroll     | Horkai János    |                |

## Háttér és forgatás
Mel Brooks producer a felesége, Anne Bancroft egyik születésnapjára vásárolta meg a filmjogokat.
A filmet Londonban és New Yorkban forgatták. A londoni helyszínek között szerepel a Buckingham-palota, a Soho tér, a Trafalgar tér, a St. James kerület, Westminster, Tottenham és Richmond városrészek. A  manhattani jelenetekben látható a Central Park, a Madison Avenue és a Szt. Tamás templom. A belső felvételeket a Lee International Studios-ban és a surrey-i Shepperton Studios-ban forgatták.
A Charing Cross Road 84. szám alatt jelenleg gyorsétterem működik, a könyvesbolt emlékére fémtáblát helyeztek el.

## Díjak és jelölések
Anne Bancroft elnyerte a BAFTA-díjat a legjobb női főszereplő kategóriában. Judi Dench-t a legjobb női mellékszereplőnek járó BAFTA-díjra, Hugh Whitemore-t pedig a legjobb adaptált forgatókönyvnek járó BAFTA-díjra jelölték. A 15. Moszkvai Nemzetközi Filmfesztiválon Anthony Hopkins kapta a legjobb színésznek járó díjat.